# Diplycosia sanguinolenta
Diplycosia sanguinolenta är en ljungväxtart som beskrevs av Herman Otto Sleumer. Diplycosia sanguinolenta ingår i släktet Diplycosia och familjen ljungväxter. Inga underarter finns listade i Catalogue of Life.